# Байшу-Пантанал (мікрорегіон)

Байшу-Пантанал на карті штату Мату-Гросу-ду-Сул

Байшу-Пантанал (порт. Microrregião do Baixo Pantanal) — мікрорегіон в Бразилії, входить в штат Мату-Гросу-ду-Сул. Складова частина мезорегіону Пантанайс-Сул-Мату-Гроссенсіс. Населення становить 132 556 чоловік на 2006 рік. Займає площу 83 038,297 км². Густота населення — 1,6 чол./км².

## Склад мікрорегіону
До складу мікрорегіону включені наступні муніципалітети:
1. Корумба
2. Ладаріу
3. Порту-Муртінью

| Бразилія | Це незавершена стаття з географії Бразилії. Ви можете допомогти проєкту, виправивши або дописавши її. |